# زوریک مرادیان
زوریک مرادیان (ارمنی: Զորիկ Մուրադեան; زاده ۷ تیر ۱۳۳۹ در تهران - درگذشته ۱۹ مهر ۱۳۵۹ در پیرانشهر) سرباز وظیفه ایرانی ارمنی‌تبار بود. وی اولین فرد نظامی کشته‌شده ارمنی‌های ایران در جنگ ایران و عراق محسوب می‌شود.

## ابتدای زندگی و خانواده
زوریک مرادیان تنها فرزند «واهان» و «کاتارینه» در هفتم تیرماه ۱۳۳۹ در محله «حشمتیه» تهران متولد شد. در سال‌های تحصیل دوران ابتدایی در «دبستان ساهاکیان»، با این که به اتفاق والدین و چهار خواهر خویش: «دیانا»، «اُفیک»، «ژانت» و «روبینا» در یک اتاق زندگی می‌کرد.

## تحصیلات

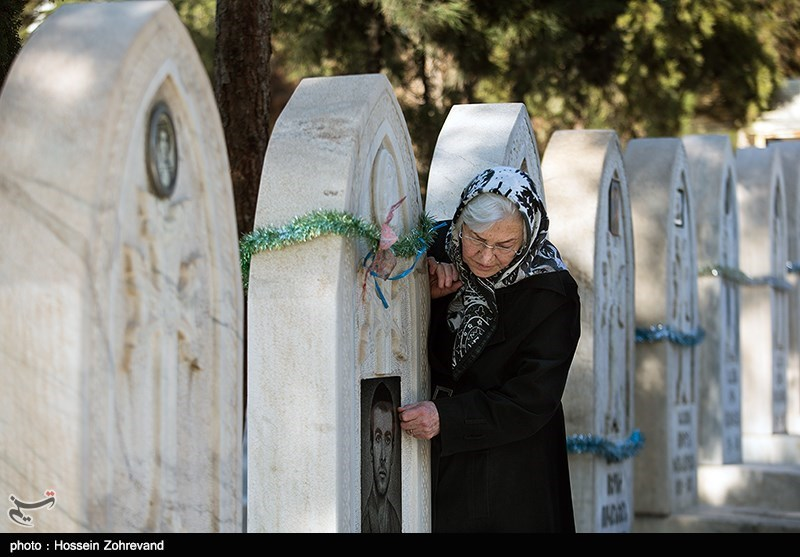
آرامگاه زوریک مرادیان در قطعه شهدای ارمنی گریگوری آرامستان بورستان

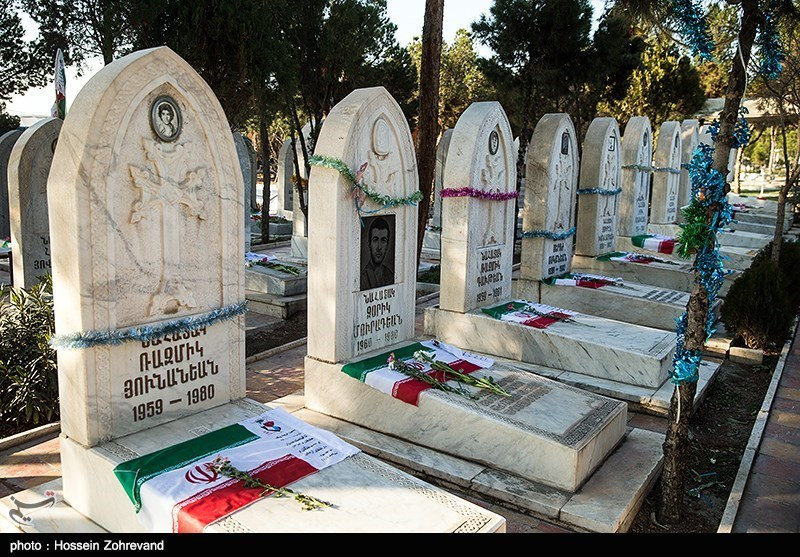
آرامگاه زوریک مرادیان در قطعه شهدای ارمنی گریگوری آرامستان بورستان

تحصیلات دوره راهنمایی و متوسطه را در دبیرستان ارمنی‌ها «کوشش داوتیان» ادامه داد، اما با وجود قبولی در امتحانات اعزام به خارج، سال آخر دبیرستان را ناتمام گذارده و داوطلبانه چند ماه پیش از شروع جنگ به خدمت سربازی رفت.

## خدمت سربازی
پس از طی سه ماه دوره آموزشی در شاهرود به «لشکر ۶۴ ارومیه» منتقل شد.

## مرگ
وی بر اثر اصابت ترکش خمپاره و جراحت شدید، تقریباً ۱۹ روز بعد از شروع جنگ ایران و عراق کشته‌شد. او از جمله کشته‌شدگان دوران جنگ هشت ساله ایران و عراق است که ۱۹ مهر ماه ۱۳۵۹ در پیرانشهر کشته شده است.

## خاکسپاری
پیکر وی پس از انجام مراسم مذهبی در روز بیست و چهارم مهر ۱۳۵۹ در «قطعه شهدای ارمنی گریگوری آرامستان بوراستان» (در جاده خراسان) به خاک سپرده شد.